# Bob az 1988. évi téli olimpiai játékokon
Az 1988. évi téli olimpiai játékokon a bob versenyszámait Calgaryban rendezték meg február 20. és 28. között. A versenyek érdekes színfoltja volt a jamaicai bobcsapat, történetüket Jon Turteltaub vitte filmre 1993-ban Jég veled (Cool Runnings) címmel. Kettesben a 30. lett a jamaicai páros, négyesben borultak és kiestek.

## Éremtáblázat
(Az egyes számoszlopok legmagasabb értéke, vagy értékei vastagítással kiemelve.)
| Az 1988. évi téli olimpiai játékok éremtáblázata bobban | Az 1988. évi téli olimpiai játékok éremtáblázata bobban | Az 1988. évi téli olimpiai játékok éremtáblázata bobban | Az 1988. évi téli olimpiai játékok éremtáblázata bobban | Az 1988. évi téli olimpiai játékok éremtáblázata bobban | Olimpia  |
| ------------------------------------------------------- | ------------------------------------------------------- | ------------------------------------------------------- | ------------------------------------------------------- | ------------------------------------------------------- | -------- |
|                                                         | Ország                                                  | Arany                                                   | Ezüst                                                   | Bronz                                                   | Összesen |
| 1.                                                      | Szovjetunió (URS)                                       | 1                                                       | 0                                                       | 1                                                       | 2        |
| 2.                                                      | Svájc (SUI)                                             | 1                                                       | 0                                                       | 0                                                       | 1        |
|                                                         |                                                         |                                                         |                                                         |                                                         |          |
| 3.                                                      | NDK (GDR)                                               | 0                                                       | 2                                                       | 1                                                       | 3        |
|                                                         |                                                         |                                                         |                                                         |                                                         |          |
| Összesen                                                | Összesen                                                | 2                                                       | 2                                                       | 2                                                       | 6        |

## Érmesek
| Az 1988. évi téli olimpiai játékok érmesei bobban |                                                                              |         |                                                                                |         |                                                                                |         |
| Versenyszám                                       | Arany                                                                        | Arany   | Ezüst                                                                          | Ezüst   | Bronz                                                                          | Bronz   |
| Kettes                                            | Szovjetunió (URS) · Jānis Ķipurs · Vlagyimir Kozlov                          | 3:53,48 | NDK (GDR) · Wolfgang Hoppe · Bogdan Musiol                                     | 3:54,19 | NDK (GDR) · Bernhard Lehmann · Mario Hoyer                                     | 3:54,64 |
| Négyes                                            | Svájc (SUI) · Ekkehard Fasser · Kurt Meier · Marcel Fässler · Werner Stocker | 3:47,51 | NDK (GDR) · Wolfgang Hoppe · Dietmar Schauerhammer · Bogdan Musiol · Ingo Voge | 3:47,58 | Szovjetunió (URS) · Jānis Ķipurs · Guntis Osis · Juris Tone · Vlagyimir Kozlov | 3:48,26 |